# Esterka Regina
Esterka Regina ist eine Novelle des österreichischen Schriftstellers Karl Emil Franzos, die 1872 entstand  und 1876 in der Sammlung Die Juden von Barnow bei Duncker & Humblot in Leipzig erschien.

## Handlung
In dem podolischen Städtchen Barnow und in Wien zu Beginn der zweiten Hälfte des 19. Jahrhunderts: Für die schöne Rachel Welt, ein armes schüchternes Mädchen aus der Barnower Judengasse, erfand der Poet Thaddäus Wiliszewski den Namen Esterka Regina – auf Deutsch Königin Esther. Bei der Namensgebung hatte der fantasievolle Pole sowohl an die biblische Esther als auch an die illegitime Nebenfrau Kasimirs des Großen gedacht.
Rachel wurde von ihrem Vater, dem Fleischer Hirsch Welt, einem „der allerfrömmsten Frommen in der Gemeinde“, an den blonden chassidischen Barnower Ochsenhändler Chaim Pinkus verschachert. Nach ein paar Jahren Ehe starb Rachel Pinkus an „gebrochenem Herzen“. Vor ihrem Tode  gab die junge Frau noch einen Brief an ihren Geliebten, den Stabsarzt Dr. Adolf Leiblinger in holländischen Diensten, nach Batavia auf.
Der Sohn des Barnower Stadtarztes (alias Franzos), ein Student in Wien, erzählt eigentlich die Geschichte der unglücklichen Liebe seines Freundes Aaron (deutsch: Adolf) Leiblinger.
Hirsch Welt hatte Aarons Mutter, der Witwe Chane Leiblinger, aus Barmherzigkeit ein Stübchen in seinem Hause eingeräumt. Rachel und Aaron verbrachten somit die Kindheit unter einem Dach und hatten einander lieb. Aaron absolvierte als Jude zusammen mit dem Erzähler die Barnower Klosterschule und studierte darauf in Wien Medizin. 
Ganze elf Jahre sind seit jenen Kinderspielen im Hause von Rachels Vater verflossen. Da besuchen die beiden Freunde Aaron und der Erzähler in den Sommerferien Barnow. Während etlicher Begegnungen Aarons mit Rachel erlebt das Paar die erste Liebe. Beide erkennen, sie sind füreinander bestimmt. Rachel schwört Aaron Treue. Nach einem reichlichen Jahr, die beiden Freunde studieren längst wieder in Wien, schreibt Rachel an Aaron, sie habe ihn nicht geliebt. Es sei nur Freundschaft gewesen. Rachel, vernünftig geworden, gehorcht dem Vater und wird Frau Pinkus. 
Vier Jahre später kommt Aaron von einem zweijährigen Batavia-Aufenthalt nach Wien zurück. Rachel ist vier Wochen zuvor gestorben. Aaron trägt jenen oben erwähnten Abschiedsbrief Rachels bei sich. Darin steht, in ihrem Brief, vor vier Jahren geschrieben, habe sie gelogen. Denn Rachel habe Aaron immer geliebt und werde ihn bis in alle Ewigkeit lieben.

## Ausgaben
- Esterka Regina, S. 169–213 in: Die Juden von Barnow. Geschichten von Karl Emil Franzos. 11.–15. Auflage. Cotta’sche Verlagsbuchhandlung, Stuttgart 1920 (archive.org).
- Esterka Regina. S. 97–139 in: Karl Emil Franzos: Das Kind der Sühne. Erzählungen. Illustrationen Gerhard Großmann. Mit einem Nachwort von Wolfgang Schütze. Buchverlag Der Morgen, Berlin 1965 (2. Aufl., verwendete Ausgabe)

In englischer Sprache
- Esterka Regina, S. 173–235 (Übersetzer M. W. Macdowall) in: The Jews of Barnow. William Blackwood and sons, Edinburgh 1882 (archive.org).